# Fournes-en-Weppes
Fournes-en-Weppes is een gemeente in het Franse Noorderdepartement (Frans: département du Nord) (regio Hauts-de-France). De plaats maakt deel uit van het arrondissement Rijsel. Het laatste deel van de gemeentenaam verwijst naar de streek Weppes. De gemeente telde 2.167 inwoners op 1 januari 2022.

## Geografie
De oppervlakte van Fournes-en-Weppes bedroeg op 1 januari 2022 8,22 vierkante kilometer; de bevolkingsdichtheid was toen 263,6 inwoners per km².

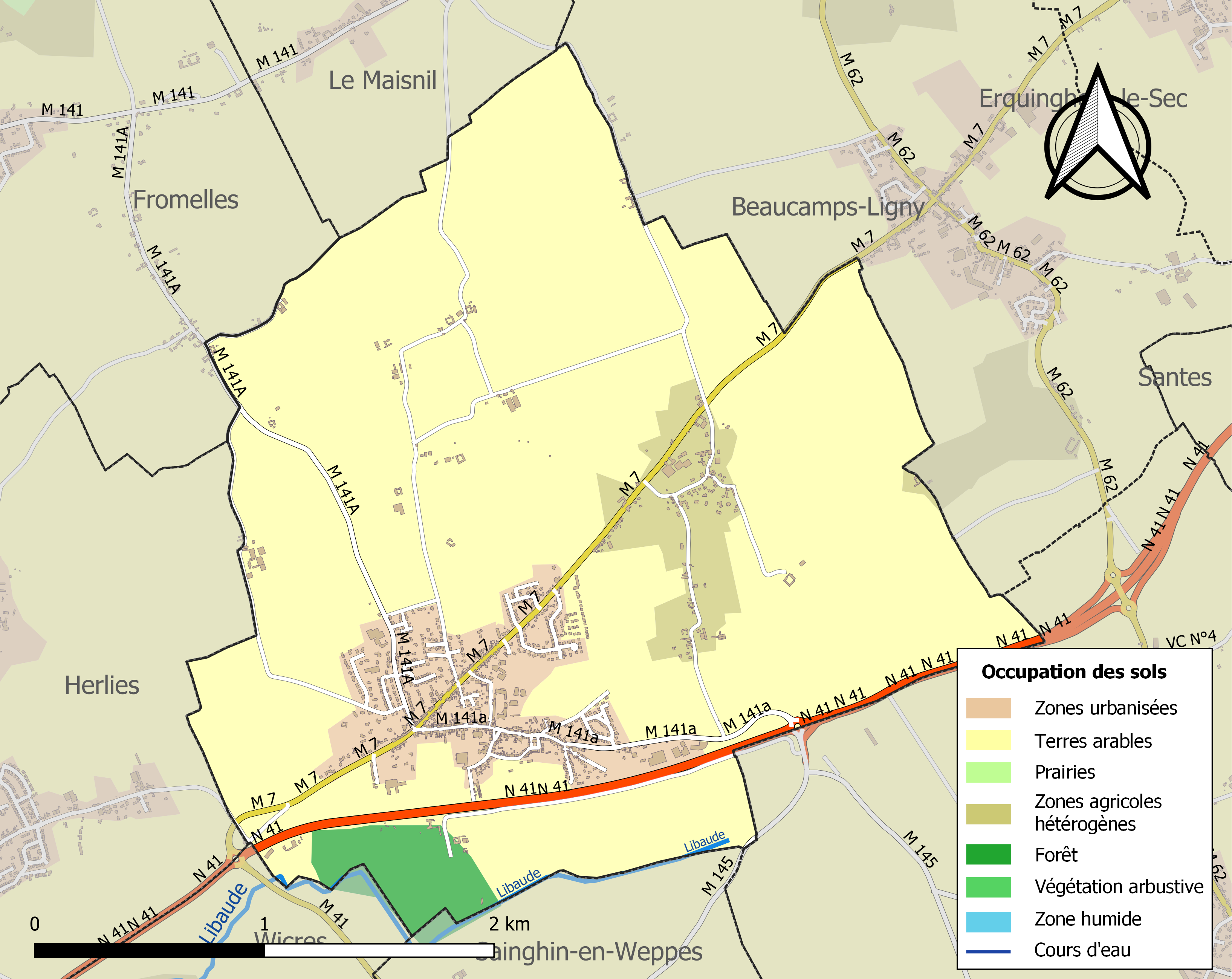
Kaart van de gemeente met belangrijkste infrastructuur, bodemgebruik en omliggende gemeenten

## Demografie
Onderstaande figuur toont het verloop van het inwonertal (bron: INSEE-tellingen).

## Geboren te Fournes
- François-Marie Raoult (1830-1901), natuurkundige en scheikundige